# Референдумы в Швейцарии (1989)
Референдумы в Швейцарии проходили 4 июня и 26 ноября 1989 года. В июне прошёл референдум по народной инициативе «за природно-ориентированное сельское хозяйство — против фабрик животных», которая была отвергнута избирателями. В ноябре проводилесь референдумы по народным инициативам «за Швейцарию без армии и полноценную политику мира» и «за введение дорожных скоростных ограничений в 130 и 100 км/ч». Обе инициативы были отклонены.

## Результаты

### Июнь: Сельское хозяйство
| Выбор                                | Общее голосование | Общее голосование | Кантоны | Кантоны | Кантоны |
| Выбор                                | Голосов           | %                 | Полных  | Полу-   | Всего   |
| ------------------------------------ | ----------------- | ----------------- | ------- | ------- | ------- |
| За                                   | 741 772           | 48,9              | 7       | 2       | 8       |
| Против                               | 773 693           | 51,1              | 13      | 4       | 15      |
| Пустых бюллетеней                    | 29 347            | –                 | –       | –       | –       |
| Недействительных бюллетеней          | 2 445             | –                 | –       | –       | –       |
| Всего                                | 1 547 257         | 100               | 20      | 6       | 23      |
| Зарегистрированных избирателей/ Явка | 4 302 785         | 36,0              | –       | –       | –       |
| Источник: Nohlen & Stöver            |                   |                   |         |         |         |

### Ноябрь: Отмена армии
| Выбор                                | Общее голосование | Общее голосование | Кантоны | Кантоны | Кантоны |
| Выбор                                | Голосов           | %                 | Полных  | Полу-   | Всего   |
| ------------------------------------ | ----------------- | ----------------- | ------- | ------- | ------- |
| За                                   | 1 052 442         | 35,6              | 2       | 0       | 2       |
| Против                               | 1 904 476         | 64,4              | 18      | 6       | 21      |
| Пустых бюллетеней                    | 27 617            | –                 | –       | –       | –       |
| Недействительных бюллетеней          | 4 791             | –                 | –       | –       | –       |
| Всего                                | 2 989 326         | 100               | 20      | 6       | 23      |
| Зарегистрированных избирателей/ Явка | 4 320 933         | 69,2              | –       | –       | –       |
| Источник: Nohlen & Stöver            |                   |                   |         |         |         |

### Ноябрь: Ограничение скорости
| Выбор                                | Общее голосование | Общее голосование | Кантоны | Кантоны | Кантоны |
| Выбор                                | Голосов           | %                 | Полных  | Полу-   | Всего   |
| ------------------------------------ | ----------------- | ----------------- | ------- | ------- | ------- |
| За                                   | 1 126 458         | 38,0              | 6       | 0       | 6       |
| Против                               | 1 836 521         | 62,0              | 14      | 6       | 17      |
| Пустых бюллетеней                    | 20 165            | –                 | –       | –       | –       |
| Недействительных бюллетеней          | 4 822             | –                 | –       | –       | –       |
| Всего                                | 2 987 966         | 100               | 20      | 6       | 23      |
| Зарегистрированных избирателей/ Явка | 4 320 933         | 69,2              | –       | –       | –       |
| Источник: Nohlen & Stöver            |                   |                   |         |         |         |